# Survila
Survila ist ein litauischer männlicher Familienname.

## Weibliche Formen
- Survilė (neutral)
- Survilaitė (ledig)
- Survilienė (verheiratet)

## Namensträger
- Jonas Survila (* 1984), Politiker und Vizeminister
- Rimvydas Raimondas Survila (* 1939), Zootechniker und Politiker, Landwirtschaftsminister, Seimas-Mitglied